# Jakow Ofrosimow
Jakow Michajłowicz Ofrosimow, ros. Яков Михайлович Офросимов (ur. 3 września?/15 września 1866, zm. 10 czerwca 1924 na Łotwie) – rosyjski wojskowy (generał major), emigrant.
W 1884 r. wstąpił do armii rosyjskiej. W 1886 r. ukończył pawłowską szkołę wojskową. Służył w stopniu podporucznika w 49 Brzeskim Pułku Piechoty. Następnie przeniesiono go do lejbgwardii Pułku Wołyńskiego. W 1890 r. został awansowany do stopnia porucznika, w 1897 r. sztabskapitana, w 1900 r. kapitana, zaś w 1907 r. pułkownika. Od 1913 r. dowodził 56 Żytomirskim Pułkiem Piechoty. Brał udział w I wojnie światowej. W poł. lutego 1915 r. mianowano go generałem majorem. Na pocz. lipca tego roku objął dowództwo brygady 58 Dywizji Piechoty. Po kapitulacji Twierdzy Nowogieorgijewsk dostał się do niewoli niemieckiej. Po wyjściu na wolność w II poł. 1917 r., zamieszkał w Polsce.